# John P. Kennedy
John Pendleton Kennedy (Baltimore, 25 de outubro de 1795 – Newport, 18 de agosto de 1870) foi um novelista estadunidense e político do Partido Whig que serviu como Secretário da Marinha dos Estados Unidos de 26 de julho de 1852 a 4 de março de 1853, durante a administração do presidente Millard Fillmore, e como um representante pelo 4º distrito congressional de Maryland. Foi irmão do senador Anthony Kennedy.

## Biografia
Nasceu em Baltimore no estado de Maryland em 25 de outubro de 1795, filho do comerciante John Kennedy  e Nancy Pendleton. Maus investimentos resultaram na declaração de falência de seu pai em 1809. Graduou-se no Baltimore College em 1812 e lutou nas batalhas de Bladensburg e North Point na Guerra anglo-americana de 1812. Embora admitido para exercer a advocacia em 1816, teve mais interesse na literatura e política.

### Vida literária
A primeira tentativa literária de Kennedy foi um periódico quinzenal chamado de Red Book (Livro Vermelho), publicando anonimamente com o companheiro de quarto Peter Hoffman Cruse de 1819–1820. Kennedy publicou Swallow Barn, or A Sojourn in the Old Dominion em 1832, que deveria se tornar o trabalho mais conhecido. Horse-Shoe Robinson foi publicado em 1835 para ganhar um lugar permanente de respeito na história da ficção dos Estados Unidos. Em 1835, ele ajudou a apresentar Edgar Allan Poe para Thomas Willis White, editor do Southern Literary Messenger.
Fora do país, Kennedy fez amizade com William Makepeace Thackeray e escreveu ou esboçou o quarto capítulo do segundo volume de The Virginians, um fato que explica a grande precisão de suas descrições cênicas. De seus trabalhos, Horse-Shoe Robinson é o melhor no rank de ficção antes da guerra. Washington Irving leu uma cópia deste e informou-lhe que de "tão agradavel com algumas de suas partes" fez com que a lê-se em voz alta para seus amigos. Algumas vezes, Kennedy escreveu sob o pseudônimo Mark Littleton, especialmente em suas sátiras políticas.

### Vida política
Kennedy foi um ativo Whig. Foi nomeado Secretário de Delegação no Chile em 27 de janeiro de 1823, mas não prosseguiu neste cargo e renunciou em 23 de junho do mesmo ano. Foi eleito para a Câmara de Delegados de Maryland — posto equivalente ao de deputado estadual — em 1820, e sucedeu Isaac McKim na Câmara dos Representantes, mas foi derrotado na tentativa de reeleição em novembro daquele ano. Foi reeleito para o Congresso em 1840 e 1842; mas, por causa de sua forte oposição à a anexação do Texas, foi derrotado em 1844. Sua influência no Congresso foi amplamente responsável pela apropriação de 30 mil dólares para testar o telégrafo de Samuel Morse.
O presidente Millard Fillmore escolheu Kennedy para Secretário da Marinha em julho de 1852. Durante o mandato de Kennedy, a Marinha organizou quatro importantes expedições navais, incluindo a que enviou o comodoro Matthew C. Perry para o Japão os tenentes William Lewis Herndon e Lardner Gibbon para explorar a bacia do rio Amazonas.

### Aposentadoria e morte

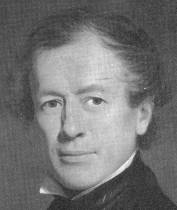
John P. Kennedy.

Kennedy se retirou da vida pública em março de 1853, quando o presidente Fillmore deixou o cargo, mas reteve um interesse ativo na política e seu nome foi mencionado como uma das perspectivas para a vice-presidência na chapa republicana de 1860. Ao fim da Guerra Civil Americana — durante o qual ele vigorosamente apoiou a União — defendia a anistia para os estados do sul. Morreu em Newport (Rhode Island) em 18 de agosto de 1870, e está enterrado no Green Mount Cemetery em Baltimore. As embarcações USS John P. Kennedy (1853) e USS Kennedy (DD-306) foram nomeados em sua honra.
Em seu testamento, Kennedy escreveu o seguinte:
É de meu desejo que os volumes de manuscritos contendo meus jornais, minhas notas ou livros de lugares-comuns livros, e os vários volumes de minhas próprias cartas em papel da imprensa, como também todas os meus outros textos, como pode possuir qualquer interesse ou valor (no qual desejo seu encadernamento em volumes) que estão agora perdendo as folhas, devem ser devolvidos aos meus testamenteiros, cujos são convidados a ter o mesmo embalado numa forte caixa de nogueira, fechado, e depois entregue ao Instituto Peabody, para ser preservada por eles fechados até o ano de 1900, quando o mesmo passarão a ser propriedade do Instituto, a ser mantido entre os seus livros e registros.

## Publicações
- The Red Book (1818–19, dois volumes)
- Swallow Barn (1832) §
- Horse-Shoe Robinson (1835)
- Rob of the Bowl (1838) §
- Annals of Quodlibet (1840)
- Memoirs of the Life of William Wirt (1849, dois volumes)
- The Border States (1861)
- Mr. Ambrose's Letters on the Rebellion (1865)
- Collected Works of John Pendleton Kennedy (1870–72, dez volumes)
- At Home and Abroad: A Series of Essays: With a Journal in Europe in 1867-68 (1872, ensaios)

§ Sob o nome de Mark Littleton.

## Leituras recomendadas
- Trabalhos colecionados de Henry Theodore Tuckerman, décimo volume, (New York, 1870–72)
- Tuckerman, Henry Theodore, The Life of John Pendleton Kennedy, (1871)
- Gwathmey, Edward, John Pendleton Kennedy, (1931)
- Bohner, Charles H., John Pendleton Kennedy, Gentleman from Baltimore, (1961)
- Ridgely, J.V., John Pendleton Kennedy, (1966)